# Colin Hodgkinson
Colin „Bomber“ Hodgkinson (* 14. říjen 1945, Peterborough, Cambridgeshire) je britský rockový, jazzový a bluesový baskytarista, svoji hudební kariéru začal v šedesátých letech 20. století.

## Kariéra
Spolupracoval s mnoha významnými umělci jako Chris Rea, The Eric Delaney Band, Back Door (spoluzakladatel), Alexis Korner, Whitesnake, Jon Lord, Jan Hammer, Paul Butterfield, The Spencer Davis Group, Pete York, The Electric Blues Duo. V roce 2007 se Hodgkinson stal členem skupiny The British Blues Quintet, (spolu s Zoot Money, Maggie Bell, Miller Anderson a Colin Allen).